# ESPN 2 (Norte)
ESPN 2 es un canal de televisión por suscripción centroamericano de origen estadounidense, especializado en deportes lanzado al aire en 1996 y dirigido para la audiencia de México, Centroamérica y República Dominicana.
En 2016, el canal cambió su relación de aspecto a 16:9 en todas sus señales de definición estándar, y empezó a emitir toda su programación en formato panorámico.

## Historia
En sus inicios, la mayor parte de la programación se traía del canal ESPN estadounidense y se complementaba con algunas emisiones de deporte local como béisbol mexicano y un contrato que ESPN 2 hizo con la Conade (organismo que controla el deporte mexicano) en el que se establecía que ESPN transmitiría eventos y cápsulas sobre el deporte mexicano. Cabe destacar que en estos años las transmisiones eran producidas en su totalidad por la empresa mexicana Productora y Comercializadora de Televisión, de hecho cuando acababa un programa se podía leer la leyenda: Esta fue una producción de PCTV-ESPN 2 en asociación con ESPN Intl.. Luego en 2004 cuando se creó el canal ESPN Deportes, ESPN 2 empezó a producir sus propios contenidos, aunque todavía existían relaciones con PCTV, mientras que la empresa Argos le rentaba sus estudios en Tlanepantla, Estado de México.

## Programación
Su programación está enfocada en mayor medida hacia el fútbol y el béisbol, debido a que son los deportes favoritos de los países a los que llega esta señal; sin embargo, esta señal también cubre otros deportes. Muchos de sus programas de análisis y noticias son grabados en México y los comentaristas mexicanos predominan. Por ejemplo, Fútbol Picante y SportsCenter. Otros programas que también se transmiten por ESPN 2 pero no son hechos en México son Cronómetro, NFL Esta Noche y Béisbol Esta Noche (sólo en septiembre).
La programación propia producida por ESPN 2, la comparte con el canal ESPN Deportes para la audiencia hispana en Estados Unidos, pero también repite programas y eventos que ya habían sido transmitidos por el canal principal de la empresa hermana en Latinoamérica: ESPN Latinoamérica. Además, muchos de los eventos que transmite en vivo, son retransmisiones de las señales estadounidenses pero con comentaristas en español. Cuando ESPN presenta dificultades debido a que se están llevando a cabo dos eventos importantes al mismo tiempo, generalmente transmite por su señal principal el evento considerado de mayor importancia y el otro se transmite por este canal.
A partir del 3 de junio de 2008, el canal muestra el bottomline durante todo el día en la parte inferior de la pantalla, con resultados en directo de todos los deportes, la cual fue renovada por una más moderna a partir del 10 de marzo de 2010; antes sólo era mostrado el bottomline del canal estadounidense ESPN Deportes con el logo de ESPN 2 sobrepuesto y sólo durante SportsCenter. El nuevo bottomline es original de ESPN 2, por lo que muestra además de resultados, horarios propios de la región e información sobre próximos eventos que transmitirá el canal. Así, se elimina por completo el logo de ESPN 2 que se mostraba en la parte superior derecha de la pantalla, pues el nuevo bottomline sirve a la vez como identificación del canal pues muestra la leyenda ESPN 2 en la parte inferior derecha, tal como lo hacen las señales estadounidenses de ESPN.
A principios de enero de 2011 en el programa Fútbol Picante, José Ramón Fernández, dio la noticia de que ESPN transmitiría algunos partidos de la Liga Mexicana en horario diferido, y en vivo serían los partidos como local de los equipos Santos Laguna y Cruz Azul durante el torneo Clausura 2011.
En 2014 transmitió los Juegos Olímpicos de Sochi, y dos años después los Juegos Olímpicos de Río 2016.

## Señales
El canal posee 2 señales con sus respectivas variantes en alta definición:
- Señal México: Emitida para ese país. Su horario de referencia corresponde al de Ciudad de México (UTC-6/-5 DST), San José (UTC-6) y Santo Domingo (UTC-4). Para eventos disponibles solamente en esta señal, usa solo el horario de Ciudad de México.
- Señal Norte: Emitida para Centroamérica y República Dominicana. Su horario de referencia corresponde al de Ciudad de México (UTC-6/-5 DST), San José (UTC-6) y Santo Domingo (UTC-4).

## Logotipos

2006-presente